# Jacques Rouillé
Pour les articles homonymes, voir Rouillé (homonymie).
Jacques Rouillé, né le 28 juin 1936 à Lorient, est un footballeur français des années 1950 et 1960. Durant sa carrière professionnelle, il évolue au poste de gardien de but au Stade français puis au Stade rennais.

## Biographie
Né le 28 juin 1936 à Lorient, Jacques Rouillé passe professionnel sous les couleurs du Stade français, club parisien qui évolue en Division 2, en 1955. Gardien de but, il y est d'abord en concurrence avec Claude Mallet pour le poste de titulaire, durant la saison 1955-1956, et dispute 21 rencontres de championnat. La saison suivante, Claude Mallet transféré à l'Olympique alésien, il devient numéro 2 dans la hiérarchie derrière l'international Paul Sinibaldi, qui joue sa dernière saison professionnelle,, et ne joue que cinq matchs. Enfin, en 1957-1958, il obtient le statut de titulaire dans les cages, et prend part à 31 rencontres de championnat.
À l'été 1958, Jacques Rouillé est transféré au Stade rennais, et y découvre la Division 1, disputant son premier match à ce niveau le 17 août 1958 à l'occasion d'un déplacement au stade Henri-Jooris face au Lille OSC. Sous la direction d'Henri Guérin, il succède, comme gardien titulaire, à Louis Pinat et garde ce statut durant deux saisons. En concurrence avec Yves Audigane, il dispute 19 matchs de championnat en 1958-1959, puis 35 l'année suivante. Le 27 août 1960, il est blessé à l'épaule à l'occasion d'un déplacement du Stade rennais au stade Gerland face à l'Olympique lyonnais. Opéré, il est indisponible jusqu'au mois de janvier 1961, et est remplacé durant son absence par Louis Ferry. Au total, il ne dispute que huit matchs durant la saison, toutes compétitions confondues. Reparti comme titulaire au début de l'exercice 1961-1962, il est de nouveau victime d'une grave blessure, lors de la première journée, face à son ancien club du Stade français. Touché au visage lors d'un choc avec Norbert Eschmann, il a l'arcade sourcilière ouverte, et une fracture du nez, qui l'obligent à être évacué vers l'hôpital Boucicaut durant le match. Remplacé par Bernard Josse durant son absence, il joue finalement huit matchs avec le Stade rennais lors de cette dernière année professionnelle, Yves Audigane et Louis Ferry récupérant le statut de titulaire en fin de saison.
Jacques Rouillé quitte finalement le Stade rennais à l'été 1962, et passe sous statut amateur en rejoignant le FC Lorient.

## Statistiques
| Saison                | Club                  | Championnat           | Championnat | Championnat | Coupe(s) nationale(s) | Coupe(s) nationale(s) | Coupe Drago | Coupe Drago | Total | Total |
| Saison                | Club                  | Division              | M.          | B.          | M.                    | B.                    | M.          | B.          | M.    | B.    |
| 1955-1956             | Stade français FC     | Division 2            | 21          | 0           | 2                     | 0                     | 1           | 0           | 24    | 0     |
| 1956-1957             | Stade français FC     | Division 2            | 5           | 0           | -                     | -                     | -           | -           | 5     | 0     |
| 1957-1958             | Stade français FC     | Division 2            | 31          | 0           | 2                     | 0                     | 1           | 0           | 34    | 0     |
| Sous-total            | Sous-total            | Sous-total            | 57          | 0           | 4                     | 0                     | 2           | 0           | 63    | 0     |
| 1958-1959             | Stade rennais UC      | Division 1            | 19          | 0           | 1                     | 0                     | -           | -           | 20    | 0     |
| 1959-1960             | Stade rennais UC      | Division 1            | 35          | 0           | 3                     | 0                     | 1           | 0           | 39    | 0     |
| 1960-1961             | Stade rennais UC      | Division 1            | 6           | 0           | 1                     | 0                     | 1           | 0           | 8     | 0     |
| 1961-1962             | Stade rennais UC      | Division 1            | 7           | 0           | -                     | -                     | 1           | 0           | 8     | 0     |
| Sous-total            | Sous-total            | Sous-total            | 67          | 0           | 5                     | 0                     | 3           | 0           | 75    | 0     |
| Total sur la carrière | Total sur la carrière | Total sur la carrière | 124         | 0           | 9                     | 0                     | 5           | 0           | 138   | 0     |